# Општина Гизела
Гизела (рум. Ghizela) општина је у Румунији у округу Тимиш.
Oпштина се налази на надморској висини од 135 m.